# Alexis Jeannerod
Alexis Jeannerod, né le 27 janvier 1991 à Pontarlier, est un fondeur français.

## Carrière
Membre de la section sportive scolaire du Lycée Xavier-Marmier de Pontarlier, il est actif dans la Coupe OPA à partir de 2008.
Il fait ses débuts en Coupe du monde en décembre 2011 à Rogla. Il récolte ses premiers points en janvier 2014 en se classant 24e du quinze kilomètres classique de Szklarska Poreba.
En décembre 2016 à La Clusaz, il contribue à la troisième place du relais français également composé de Maurice Manificat, Jean-Marc Gaillard et Clément Parisse, montant à cette occasion du son premier podium de Coupe du monde. Il est retenu pour disputer le tour de ski où il prend une 21e place lors du quinze kilomètres classique de Val di Fiemme. En janvier 2017, il remporte la Transju'classic, épreuve de la Transjurassienne disputée sur une longueur de 47 kilomètres en raison du manque de neige. Il est sélectionné pour les championnats du monde de Lahti où il obtient la 44e place du quinze kilomètres classique.
A partir de 2018, il court sur le circuit longue distance Ski Classics et obtient ses meilleurs résultats en 2019 en prenant la 6ème place de la Birkebeinerrennet, la 7ème place de la Marcialonga, la 9ème place de la Diagonela.
En 2021 lors de sa dernière saison en tant qu'athlète professionnel, il termine 23ème de la mythique Vasaloppet en 03h32min36s qui est le record français de l'épreuve.

## Palmarès

### Coupe du monde
- Meilleur résultat individuel : 21e.
- 1 podium en relais.

Champion de France Elite :
- Sprint : 2019
- Mass-Start : 2019
- Relais : 2015

Ski Classics
- Birkebeinerrennet 2019: 6ème
- Marcialonga 2019: 7ème
- Reistadlopet 2019: 9ème
- La Diagonela 2019: 9ème